# Комит
Комит или комес, от която e и френската comte, е висока длъжностна, впоследствие благородническа титла, която е предадена от късната Римска империя на редица средновековни държави, в т. ч. и на Първото българско царство, и се запазва в изменени форма и съдържание до XX век. В различните времена и държави я носят служители от централната администрация, офицери, провинциални управители и потомствени аристократи. Възприета е от Карл Велики за неговия двор и преминава във феодална Западна Европа в произношение конт – граф. Нейна разновидност във Византия и в Cредновековна България е коместабулът - Конетабъла също възприета на запад за най-висши военачалници, от нея води началото си военният чин Маршал.
На латински език „комит“ (comes, мн. ч. comites) означава буквално „спътник“, „последовател“. Тази форма търпи много изменения според езика на народите, възприели титлата в своята държавна и обществена организация. В немския език се е утвърдила формата „граф“ (Graf), равнозначна на френската comte и английската count.

## Комит в Римската империя
В Римската империя след отделянето на военната от гражданската власт, командването на провинциалните войски е поверено на дукове (duces), които в някои случаи носят и титлата comites като не съществува разлика между двете титли. В периода на домината (IV век) комити се наричат членовете на имперския съвет Sacrum consistorium, отговорен за централната държавна администрация и двора на владетеля. Финансовата система се управлява от служител, наречен comes sacrarum largitionum, а comes rerum privatarum завежда императорското съкровище.
На границата между IV и V век Comes Orientis e управител на Сирия и Палестина в източните покрайнини на империята. В римската армия по същото време служат Comites rei militaris, всеки от които командва полевите войски (comitatenses) в дадена административна област (диоцез). Комити (comites domesticorum) са и командирите на онази част от гвардията на императора (Domestici), която не само се грижи за личната сигурност на владетеля, но, за разлика от други гвардейски части като схоларианците, може да бъде използвана за специални мисии далеч от императорския двор.
От VI век в Източната Римска империя комитът е стоял начело на банда.

## От Франкската империя до Европа от по-ново време
През VI век титлата comes е възприета от франките, които я използват редом като еквивалентна на титлата граф (graf, cont) за кралски служители по места, натоварени със съдебни, административни и военни правомощия. Особени функции има comes palatinus. Още при династията на Меровингите, в началото на франската държава, той е един от приближените на краля, които го заместват в правораздаването. Много по-късно, при германските крале от X век, comites palatini представляват монарха в отделните области на държавата, за да поддържат верността на местните първенци към централната власт. Във франкската държава на Карл Велики (управлявал през 768-814 г.) и наследниците му длъжността „маркграф“ (Markgraf) се раздава на военачалници, натоварени със защитата на гранични области („марки“) от чужди нашествия.
От IX век насетне настъпват промени в значението на графската титла. Властта на графовете, опираща се на поземлената собственост и съдебната им власт, се засилва. Към края на XII век те окончателно се превръщат от длъжностни лица в поземлени аристократи, които са васали на краля или на други едри феодали.
След революцията от 1789 г. титлата „конт“ („граф“) губи политическото си значение във Франция. Възстановена двайсетина години по-късно от император Наполеон I, тя остава обозначение за благороднически произход или отличие за висши държавни служители. Това значение се запазва частично и в зависимост от регионалните условия през целия XIX и в началото на XX в. в Германия и Австро-Унгария (Graf), Русия (граф), Испания (conde), Италия (conte) и други европейски държави.

## Комит в ранносредновековна България
По време и след голямото разширение на Първото българско царство през IX в. комитът е потомствен областен управител, който дължи положението си на владетеля. Една от най-ранните прояви на български комит, отбелязана в оцелелите исторически извори, се отнася към управлението на хан Омуртаг (815-831 г.) Известни са имената на няколко комити от по-късно време – Таридин (управител на част от Македония при Борис I), Дристър (при Симеон I) и др. Комит е и бащата на цар Самуил – Никола. Затова в историческите извори и изследвания Самуил и тримата му братя често са наричани комитопули.